# Schlacht von Châlons
In der Schlacht von Châlons besiegten im Februar oder März 274 die Truppen des römischen Kaisers Aurelian den gallischen Gegenkaiser Tetricus.
Nachdem Aurelian im Orient das Sonderreich von Palmyra unterworfen hatte, marschierte er 273 Richtung Westen, um auch Gallien wieder für das Reich zurückzuerobern. Tetricus und sein Sohn zogen daraufhin mit ihrer Armee vom Rhein nach Süden, um sich Aurelian dort in den Weg zu stellen, der auf dem Weg nach Nordgallien war. Die Entscheidungsschlacht fand in der Nähe von Châlons-en-Champagne statt. Es bleibt unklar, ob die beiden Tetrici kapitulieren mussten oder noch während der Schlacht zu Aurelian überliefen, ein für diese kriegerische Zeit ungewöhnlicher Vorfall. Ihr Heer wurde jedenfalls unter hohen Verlusten von Aurelians Armee geschlagen. Das Ende des gallischen Sonderreiches war damit endgültig besiegelt und Aurelian unumstrittener Herrscher über das gesamte Römische Reich.